# Roopville
Roopville es un pueblo ubicado en el condado de Carroll en el estado estadounidense de Georgia. En el censo de 2000, su población era de 414.

## Demografía
En el 2000 la renta per cápita promedia del hogar era de $32,917, y el ingreso promedio para una familia era de $30,625. El ingreso per cápita para la localidad era de $16,521. Los hombres tenían un ingreso per cápita de $35,227 contra $20,938 para las mujeres.

## Geografía
Roopville se encuentra ubicado en las coordenadas 33°27′24″N 85°7′52″O / 33.45667, -85.13111 (33.456731, -85.131219). 
Según la Oficina del Censo, la localidad tiene un área total de 2 km² (0,8 mi²), de la cual 2 km² (0,8 mi²) es tierra y 0 km² (0 mi²) (0.00%) es agua.